# 中川くんと太田くん
中川くんと太田くん（なかがわくんとおおたくん）は、ラジオ関西で放送されていた録音形式のラジオ番組。
1989年10月1日から放送された20分番組で、放送時間帯は日曜日の22:00から22:20。

## 概要
パーソナリティを務めた太田貴子と中川勝彦両名の冠番組であり、1989年10月1日から1990年3月25日まで放送された。
なお、1990年以降の放送については不明であるが、その後は不定期など何らかの形で放送されたようで、1991年頃に同番組の放送が終了したと思われる。
- パーソナリティ
  - 中川くん - 中川勝彦
  - 太田くん - 太田貴子